# Harran (stacja kolejowa)
Harran – stacja kolejowa w Harran, w okręgu Trøndelag w Norwegii, jest oddalona od Trondheim o 235,79 km. Jest położona na wysokości 100,2 m n.p.m.

## Ruch dalekobieżny
Leży na linii Nordlandsbanen. Stacja przyjmuje trzy pary pociągów do Trondheim i Bodø.

## Obsługa pasażerów
Parking na 25 miejsc, poczekalnia, postój taksówek.